# Юшнево
Юшнево — деревня в Ржевском муниципальном округе Тверской области России.

## География
Деревня находится в южной части Тверской области, в зоне хвойно-широколиственных лесов, в пределах южной части Валдайской возвышенности, на левом берегу реки реки Бойня, на расстоянии примерно 7 километров (по прямой) к востоку от города Ржева, административного центра округа.

### Климат
Климат характеризуется как умеренно континентальный, с относительно мягкой снежной зимой и умеренно прохладным влажным летом. Среднегодовая температура воздуха — 3,4 °C. Средняя температура воздуха самого холодного месяца (января) — −8,8 °C (абсолютный минимум — −32 °C), средняя температура самого тёплого (июля) — 17 °С (абсолютный максимум — 36 °С). Вегетационный период длится около 130 дней. Годовое количество атмосферных осадков составляет в среднем 612 мм, из которых большая часть выпадает в тёплый период. Снежный покров держится в течение 144 дней.

## История
Во время Великой Отечественной войны здесь проходили кровопролитные сражения Ржевской битвы. Захоронение воинов Красной Армии, погибших в Юшнево, после войны было перенесено в братскую могилу деревни Гнилево.
До 2022 года входила в состав сельского поселения «Успенское». осле его упразднения - в составе Ржевский муниципального округа.

## Население
| 2008 | 2010 |
| ---- | ---- |
| 2    | ↘1   |

## Инфраструктура
Личное подсобное хозяйство с зоной сельскохозяйственного использования, индивидуальная застройка усадебного типа.

## Транспорт
Просёлочные дороги.